# Misje dyplomatyczne Samoa

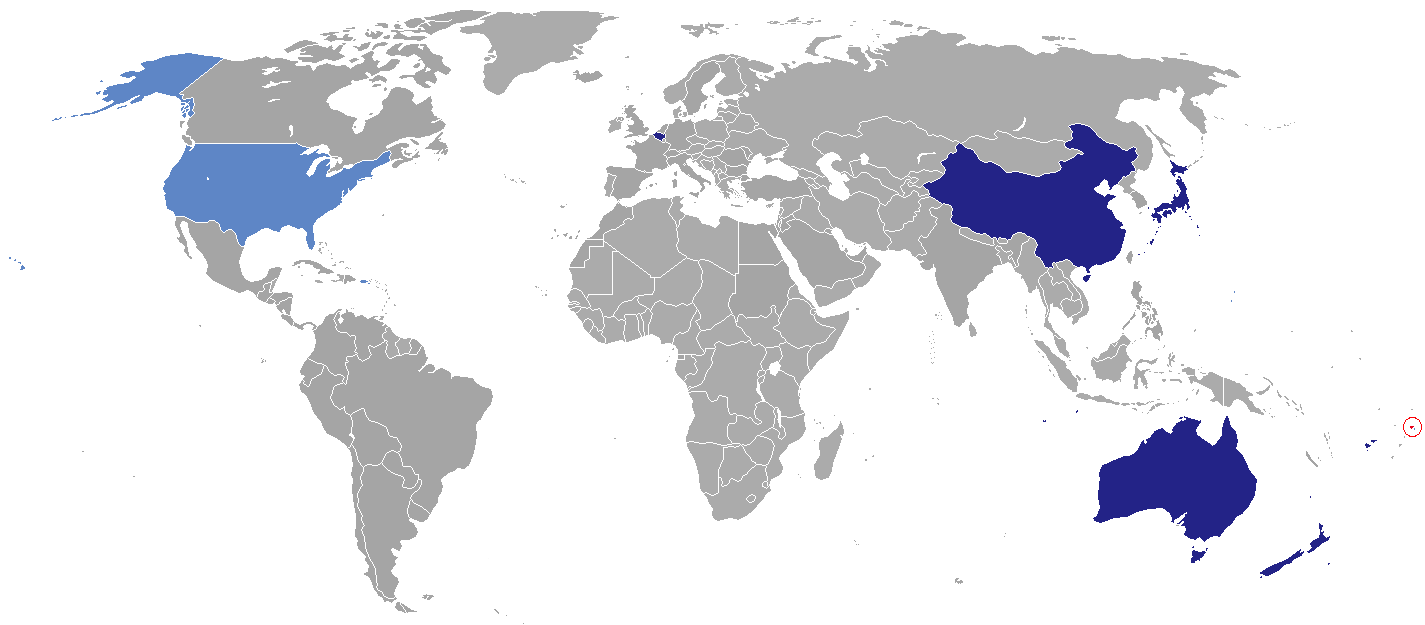
Kraje, w których Niezależne Państwo Samoa ma swoje przedstawicielstwa dyplomatyczne

Misje dyplomatyczne Samoa – przedstawicielstwa dyplomatyczne Niezależnego Państwa Samoa przy innych państwach i organizacjach międzynarodowych. Poniższa lista zawiera wykaz obecnych ambasad, wysokich komisji i konsulatów zawodowych. Nie uwzględniono konsulatów honorowych.

## Europa
- Belgia
  - Bruksela (Ambasada)

## Ameryka Północna, Środkowa i Karaiby
- Stany Zjednoczone

patrz Samoa Amerykańskie

## Azja
- Chiny
  - Pekin (Ambasada)
- Japonia
  - Tokio (Ambasada)

## Australia i Oceania
- Australia
  - Canberra (Wysoka komisja)
- Nowa Zelandia
  - Wellington (Wysoka komisja)
  - Auckland (Konsulat generalny)

Terytoria zależne:
- Samoa Amerykańskie (Stany Zjednoczone)
  - Pago Pago (Konsulat generalny)

## Organizacje międzynarodowe
- Nowy Jork - Stałe Przedstawicielstwo przy Organizacji Narodów Zjednoczonych
- Bruksela - Misja przy Unii Europejskiej